# Bleek dijkzonnetje
Bleek dijkzonnetje (Rufoplaca subpallida) is een korstmos behorend tot de familie Teloschistaceae. Hij komt voor op steen en leeft in symbiose met de alg Pseudotrebouxia.

## Verspreiding
In Nederland is bleek dijkzonnetje een zeldzame soort. 